# Финляндская газета
 Финляндская газета  — русскоязычная газета, выходившая в Гельсингфорсе (в настоящее время - Хельсинки) с 1900 по 1917 год.

## История
В Великом княжестве Финляндском, вошедшим в состав Российской империи еще в 1809 году, – до 1900 года не было ни одной газеты на русском языке. Зато процветала националистическая печать, враждебно настроенная по отношению к России: 

Бородкин М.М. Из новейшей истории Финляндии: Время управления Н.И. Бобрикова. – Спб. Т-во Р. Голике и А. Вильборг, 1905:

«На первых же порах управления краем, мною было замечено, что наиболее вредит Финляндии ее собственная периодическая печать. Все редакции газет ставили себе обязанностью, при каждом удобном случае, воспроизводить учение о финляндской «государственности» и напоминать, что требования и интересы Финляндии совершенно различны от требований и интересов России. В последней всегда старались видеть иностранную державу. Сведения о ней давались газетами в самом ограниченном размере, причем они печатались обыкновенно в особом отделе, который помещался на последней странице перед объявлениями. Россия часто даже не называется по имени, а отмечается, как «восточная соседка»

Вопрос о создании официальной газеты на русском языке был решен «Высочайшим повелением 31 мая 1899 года <…> по всеподданейшему ходатайству Финляндского Генерал-губернатора» Н. И. Бобриков.
Однако первый номер «Финляндской газеты» вышел только в субботу 1(13) января 1900 года в Гельсингфорсе (в настоящее время – Хельсинки) под редакцией Ивана Александровича Баженова (1846–1915), известного журналиста, редактора и деятеля русского национально-монархического движения.
Финляндская Газета выступала в качестве официального печатного органа русского правительства на территории Великого княжества Финляндского. Задачей газеты  было способствование как административному присоединению Финляндии к России, так и сближению финского и русского народов. Издание финансировалось из бюджета генерал-губернатора и государства, а также официальными объявлениями, которые, помимо финно- и шведоязычных газет, публиковались и в русскоязычной газете. В редакционной статье под названием «Задачи «Финляндской газеты»» первого номера газеты было заявлено: 

Финляндская газета, 1900 (1(13) янв.), №1.:

«Главною своею задачей она ставит проведение в среду финляндцев тех убеждений, в силу которых тесное единение Финляндии с прочими частями России только тогда окажется прочным и непоколебимым, когда будет осознана общность интересов, когда сограждане поймут друг друга и станут делить горе и радости совместной политической судьбы <…> «Финляндская газета», как орган правительственный, входить в пререкания не будет, но она с полной настойчивостью не преминет восстановлять факты, если они будут ложно истолкованы или неверно освещены. Только таким путем возможно будет осуществить пожелание, высказанное Генерал-Губернатором в ответ на обращенное к нему приветствие лиц, присутствовавших при освящении помещения редакции и типографии «Финляндской газеты», 23-го декабря истекшего года: «Да послужит газета наша делу мира и упрочнению взаимного доверия»»

Финляндская Газета выступала как  официальный периодический печатный орган российского правительства, в условиях высокой конкуренции с изданиями на финском и шведском языке. На единственную русскоязычную газету в 1905 году приходились 14 шведоязычных газет и 61 финноязычная газета.. С 1905-го года, после всеобщих забастовок, количество подписчиков снизилось и утратилось значение газеты. Постепенно газету стало получать в основном лишь русскоязычное население, проживавшее на территории Великого княжества Финляндского. Выпуск газеты прекратился в 1917 после февральской революции.
Изданием газеты занималась канцелярия генерал-губернатора. Первоначально газета выходила три раза, начиная с 1901-го года — четыре раза, с 1913-го — пять раз и с 1914-го — шесть раз в неделю. Самый многочисленный тираж газеты выпал на 1904 год — 1180 экземпляров. Кроме того, бесплатные номера раздавались должностным лицам. До 1904-го года выходило приложение на финском языке — еженедельник Suomen Sanomat (фин. «Финские Известия»).

## Редакторы
Редакторами русского «Финляндской газеты» были: И. А. Баженов (1901—1908); В. П. Лебедев (1907—1911); В. Семенов (1911); Б. В. Добрышин (1911); Я. М. Гросман (1911, 1913, 1914); А. В. Ефимов (1911—1913); В. П. Крохин (1913—1914); Н. Ф. Рождественский (1914—1916); Б. В. Старков (1914); А. А. Башмаков (1914—1915); П. Швейковский (1915—1916).